# Mitsuteru Yokoyama
Mitsuteru Yokoyama (横山 光輝 Yokoyama Mitsuteru, Kōbe, 18 de junio de 1935 - Tokio, 15 de abril de 2004) fue un célebre mangaka japonés, cuyas creaciones dieron lugar a numerosas series de animación. Entre sus obras se encuentra Tetsujin 28-gō, precursora del género mecha, robots gigantes.

## Vida
Yokoyama nació en Kōbe, aunque pasó su infancia en la prefectura de Tottori con su familia para evacuarse de la Segunda Guerra Mundial. En su adolescencia leyó Metrópolis, de Osamu Tezuka, lo cual hizo que decidiera ser un mangaka profesional. Después de graduarse del bachillerato empezó a trabajar en un banco, pero luego abandonó el trabajo para dedicarse más tiempo a la creación.
En 1956 comenzó a publicar Tetsujin 28-go, que tuvo un gran éxito.
Las obras principales de Yokoyama consisten en grandes volúmenes: un ejemplo de ello es Sangoku-shi (Romance de los tres Reinos), cuya primera edición está compuesta de 60 tomos. Además de Sangoku-shi, es autor de otros numerosos cómics inspirados en la historia de China y de Japón, entre ellos se destacan Suiko-den (Bandidos del pantano), Xiang Yu y Liu Bang y Tokugawa Ieyasu.
Yokoyama murió en un incendio en su casa de Tokio. Fue hallado inconsciente en la cama con quemaduras severas el jueves 15 de abril de 2004. Murió dieciséis horas después en un hospital cercano.

## Obras

### Ciencia ficción
- Babel II (バビル2世)
- Babel II: Beyond Infinity (versión de Babel II)

### Robots
- Giant Robo (ジャイアント・ロボ)
- God Mars (六神合体ゴッドマーズ)
- Mars, The Terminator (神世紀伝マーズ)
- Tetsu no Samson (てつのサムソン)
- Tetsujin 28-gō (鉄人28号, también conocido como Iron Man 28)

### Shōjo
- Señorita Cometa (コメットさん, kometto-san)
- Sally, la bruja (魔法使いサリー, Mahô Tsukai Sally)

Histórico
- Romance de los tres Reinos (三国志, Sangoku-shi)
- A la orilla del agua (水滸伝, Suiko-den)
- Xian Yu y Liu Bang (項羽と劉邦, Kou-u to Ryu-hou)
- Tokugawa Ieyasu (徳川家康)

- Wikimedia Commons alberga una categoría multimedia sobre Mitsuteru Yokoyama.

- Datos: Q471133
- Multimedia: Mitsuteru Yokoyama / Q471133